# Prawo przepływu prądów

Obwód magnetyczny spełniający uproszczone prawo przepływu

Prawo przepływu prądów – zależność między natężeniem prądu elektrycznego a natężeniem pola magnetycznego wytwarzanego przez ten prąd, która wynika z prawa Ampère’a. Dokładniej, prawo to definiuje cyrkulację wektora natężenia pola magnetycznego w obwodzie magnetycznym.
Dla prostych (nierozgałęzionych) obwodów magnetycznych prawo przepływu można wyrazić za pomocą następującego równania:
{\displaystyle NI=H_{1}L_{1}+H_{2}L_{2}+\dots ,}
gdzie:
{\displaystyle N} – liczba zwojów uzwojenia magnesującego (wielkość bezwymiarowa),
{\displaystyle I} – natężenie prądu magnesującego [A],
{\displaystyle H} – natężenie pola magnetycznego [A/m],
{\displaystyle L} – długość drogi magnetycznej na danym odcinku obwodu magnetycznego [m].
W postaci uogólnionej jego zapis jest następujący:
{\displaystyle \oint \limits _{l}{\vec {H}}\cdot d{\vec {l}}=I.}